# بانی لاو
بانی لاو (انگلیسی: Bunny Luv؛ زاده ۱۲ سپتامبر ۱۹۷۹) یک بازیگر پورنوگرافی اهل ایالات متحده آمریکا است.